# Juelsminde Kirke
Juelsminde Kirke, Juelsminde Sogn, Bjerre Herred i det tidligere Vejle Amt.
Kirken blev opført i årene 1911-12 og indviet 8. juni 1913. Den blev tegnet af arkitekten Johannes Magdahl Nielsen. Den er udformet som en korskirke i gotisk stil med kamtakkede gavle på korsarmene og et tregavlet kor. Det vestvendte firkantede tårn har pyramidetag. Den fremstår med hvidkalkede mure og rødt tegltag. I det indre er den overhvælvet.
Inventaret er udført i skønvirkestil. Døbefonten i klæbersten er udført af stenhuggerfirmaet Hans & Jørgen Larsen. Altertavlen har et alterbillede med korsfæstelsen, udført af P.A. Schou. Prædikestolen, stolestaderne og korstolene er udførte i udskåren egetræ. I de sydvendte vinduer er der glasmalerier udført af kunstneren, baron Arild Rosenkrantz.
Opførelsen af kirken og præsteboligen blev bekostet af godsejer Einar Viggo Schou til Palsgård. Opførelsessummen var på cirka 80.000 kr. Han blev selv begravet på kirkegården ved sin død 1925.
Kirken blev opført som en annekskirke, et såkaldt kaldskapellani, under Klakring Kirke i Klakring Sogn. I 1925 omdannedes dette til et residerende kapellani, hvor kapellanen (hjælpepræsten) havde fast bolig ved kirken. Først i 1979 blev Juelsminde Sogn udskilt fra Klakring Sogn.
Kirken blev restaureret 2007.

## Eksterne kilder og henvisninger
- Wikimedia Commons har flere filer relateret til Juelsminde Kirke
- Trap Danmark, 4. udgave, 7. bind s. 545. København 1926.
- Juelsminde Kirke hos KortTilKirken.dk
- Juelsminde Kirke i bogværket Danmarks Kirker (udg. af Nationalmuseet)